# 鈴蘭台駅
鈴蘭台駅（すずらんだいえき）は、兵庫県神戸市北区鈴蘭台北町一丁目にある神戸電鉄の駅。駅番号はKB06。
駅南側に鈴蘭台車両基地がある。標高278 m。

## 利用可能な鉄道路線
- 神戸電鉄
  - 有馬線
  - 粟生線 - 当駅が始発駅であるが、多くの列車は有馬線経由で新開地駅に発着する。

## 歴史

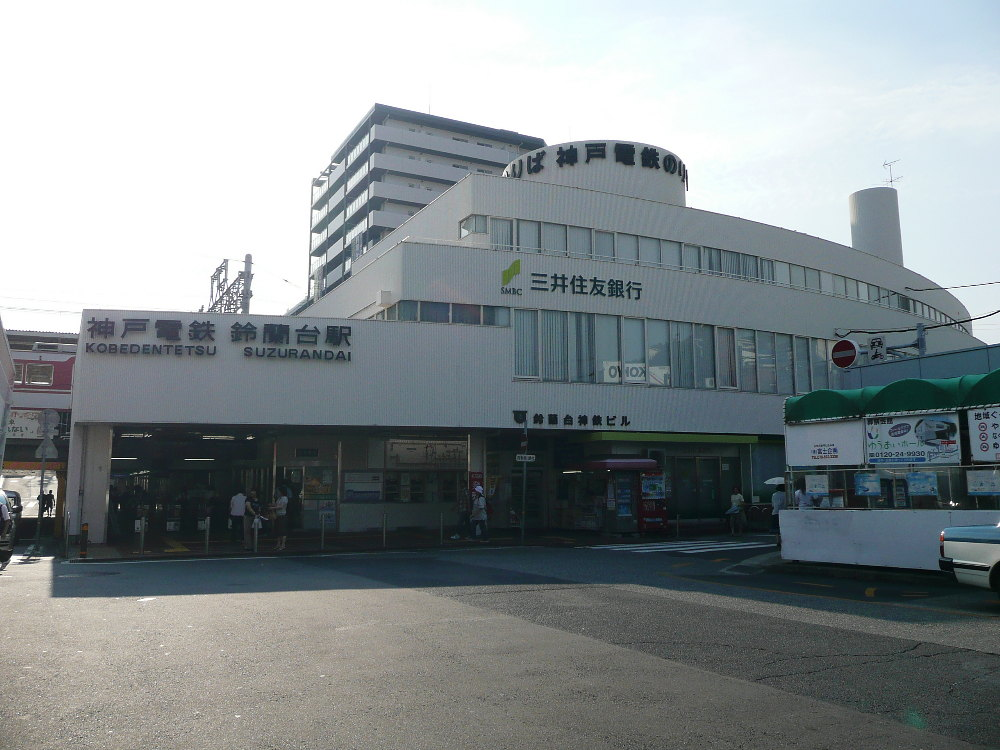
再開発事業前の東口駅舎

戦前の鈴蘭台地区はダンスホールやビアホールなどを擁する避暑地として栄え、「関西の軽井沢」と謳われた。戦後はニュータウンとして売り出され、特に神戸高速鉄道開業に伴う阪急・阪神との接続が開始されて以降、人口は急激に増加した。
2018年9月に北区役所と商業施設が入居する駅ビル「ベルスト鈴蘭台」が開業し、駅ビルと連結する橋上駅舎の供用が開始された。2020年7月には、ロータリー整備を含む駅周辺の再開発事業が完了した。

### 年表
- 1928年（昭和3年）11月28日：神戸有馬電気鉄道 湊川 - 電鉄有馬（現在の有馬温泉）間開業時に、小部駅（おぶえき）として開業[1][4]。
- 1932年（昭和7年）8月1日：鈴蘭台駅に改称[1][4]。高原に咲く清楚な花「スズラン」をイメージし、命名されたという[6]。
- 1936年（昭和11年）12月28日：三木電気鉄道（現在の粟生線）の鈴蘭台 - 広野ゴルフ場前間が開業[4]。
- 1947年（昭和22年）1月9日：神戸有馬電気鉄道と三木電気鉄道が会社合併し、神有三木電気鉄道の駅となる[4]。
- 1949年（昭和24年）4月30日：社名変更により神戸電気鉄道の駅となる[4]。
- 1973年（昭和47年）2月：ホーム拡張・拡幅[1]。
- 1988年（昭和63年）4月1日：社名変更により神戸電鉄の駅となる[4]。
- 2011年（平成23年）3月26日：ホームと地下道をつなぐエレベーター設置。地下道に面して南改札口新設。この工事により、ホーム全長が縮小。
- 2016年（平成28年）2月：再開発事業の工事が本格化する。
- 2018年（平成30年）9月25日：北区役所と商業施設が入居する駅ビル「ベルスト鈴蘭台」と連結した橋上駅舎が供用開始[7][8][9]。
- 2020年（令和2年）
  - 2月26日：駅前広場完成。
  - 7月：駅前広場周辺道路整備が完了し、再開発事業が完成[5]。

## 駅構造

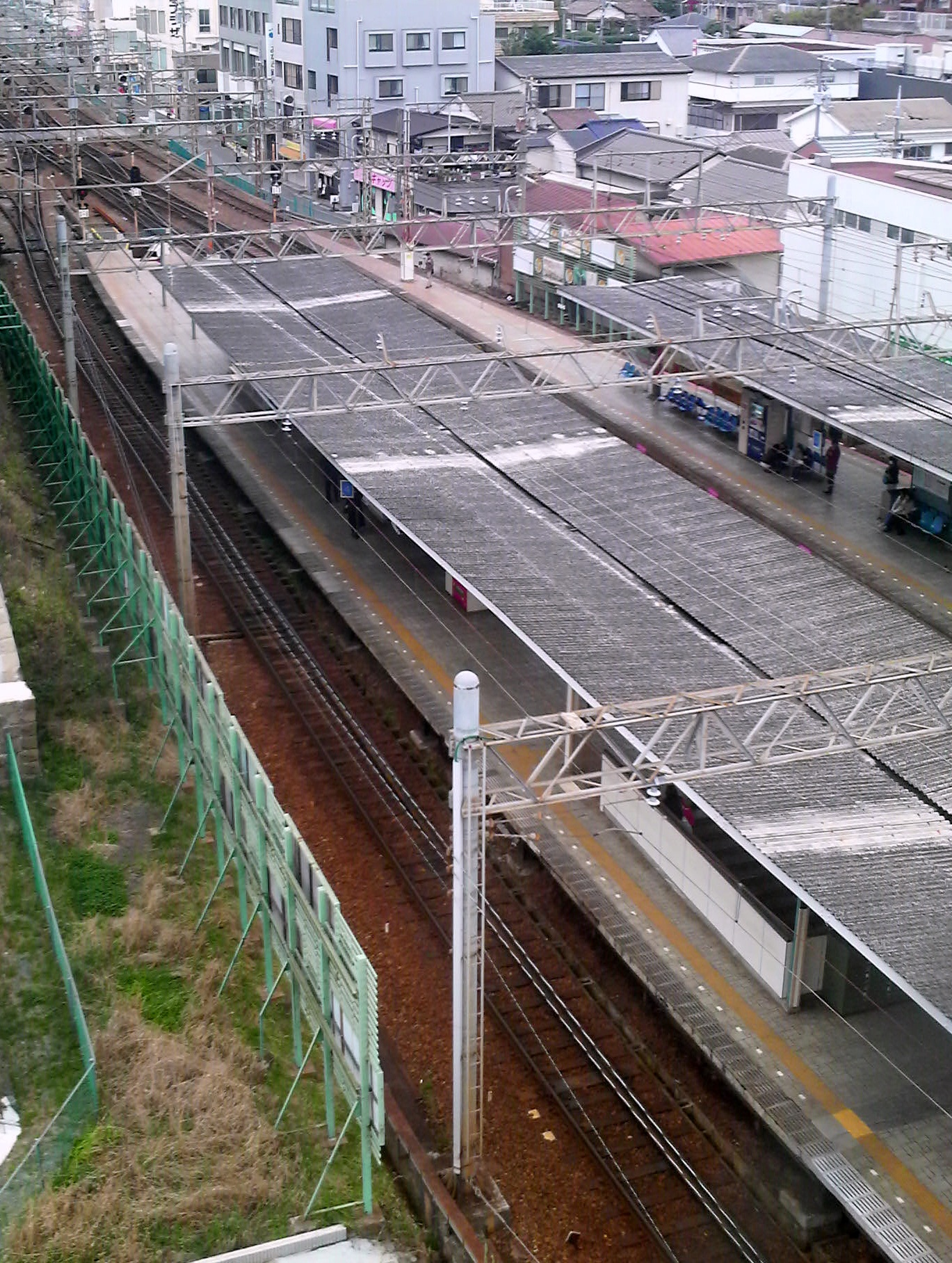
ホーム (手前が4番線、橋上化工事前)

駅の南北で高低差があるため、駅の南側は盛土駅で、北側は地上駅である。改札はホーム上にあり、エスカレーター、エレベーター、階段で改札とホームが結ばれており、中央改札口が設けられている。島式2面4線のホームを持ち、有馬線・粟生線は方向別にホームを共有している。下りホームには待合室がある。なお、ホーム新開地寄りのエレベーターは中央改札口から独立しており、駅構外の道路に直結する改札となっている。

### のりば
| 番線 | 路線   | 方向 | 行先                                                  |
| ---- | ------ | ---- | ----------------------------------------------------- |
| 1・2 | 有馬線 | 上り | 新開地方面 湊川方面                                   |
| 3・4 | 有馬線 | 下り | 有馬温泉方面 三田方面 谷上方面 ウッディタウン中央方面 |
| 3・4 | 粟生線 | 下り | 粟生方面 三木方面 小野方面 西鈴蘭台方面               |

付記事項
- ホーム有効長は1番線5両、2・3・4番線は6両であったが、現在はエレベーター設置により、全線4両と短くなっている。主に1・3番線に有馬線、2・4番線に粟生線の列車が入線する。
- 新開地方からは1 - 4番線に、有馬方からは1・2・4番線に、粟生方からは2・4番線に入線可能。また、出発については、有馬方及び粟生方へは2 - 4番線から、新開地方へは1・2番線から発車可能である。
- 基本は1番線は有馬方からの上り列車、2番線は粟生方からの上り列車、3番線は有馬方への下り列車、4番線は粟生方への下り列車が発着する
- 当駅始発の5時04分発の三田行きは前日の夜間停泊の関係で4番線から発車する。この列車が三田行きで唯一4番線から発車する列車である。
- 粟生方の2線の留置線は4番線からしか入線・出庫ができない。また新開地方の2線の留置線も東側の留置線は1番線からのみ、西側の留置線は4番線からのみ入線・出庫が可能である。
- 待合室は下り側のホームのみ設置されている。

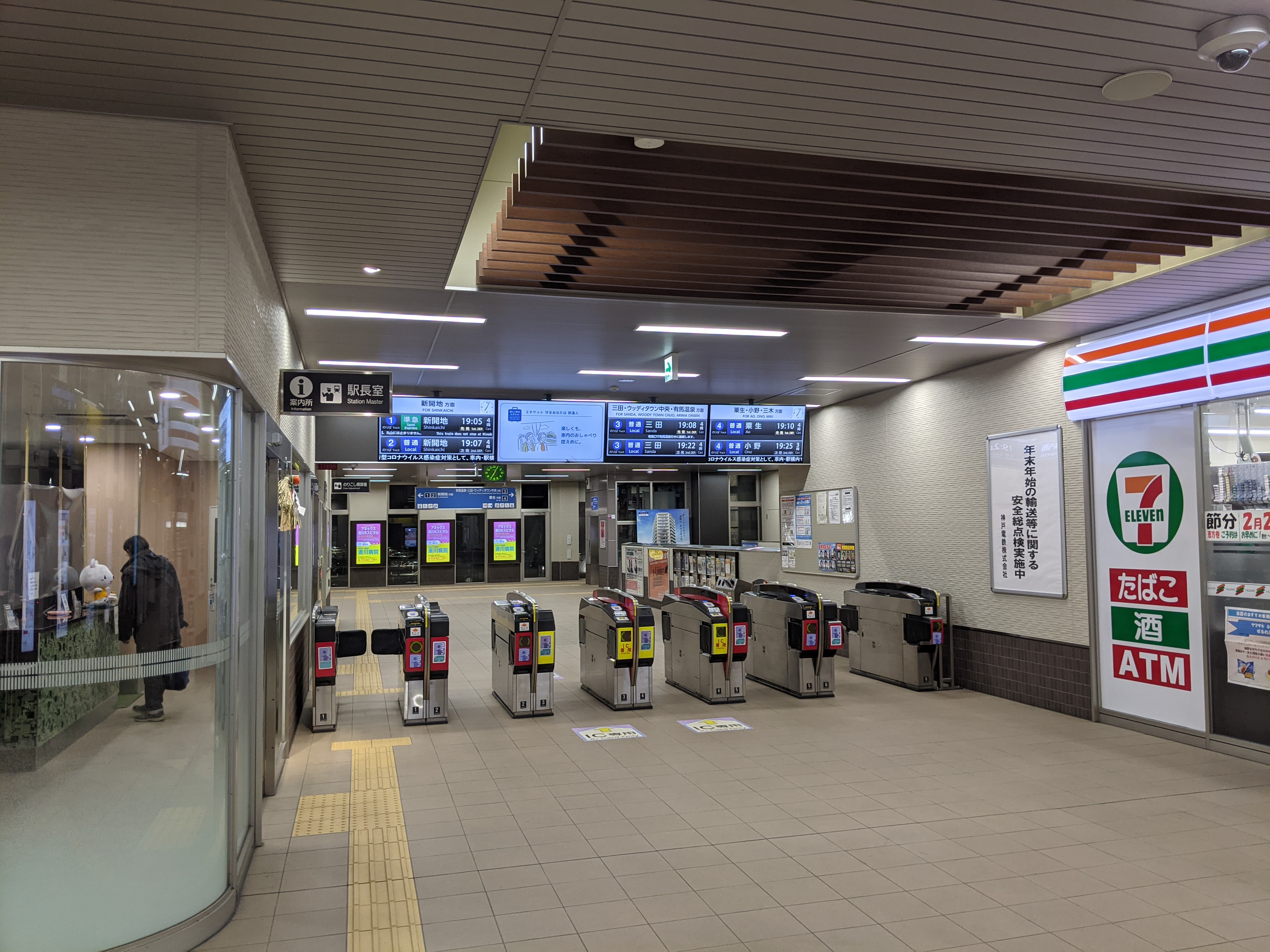
改札口
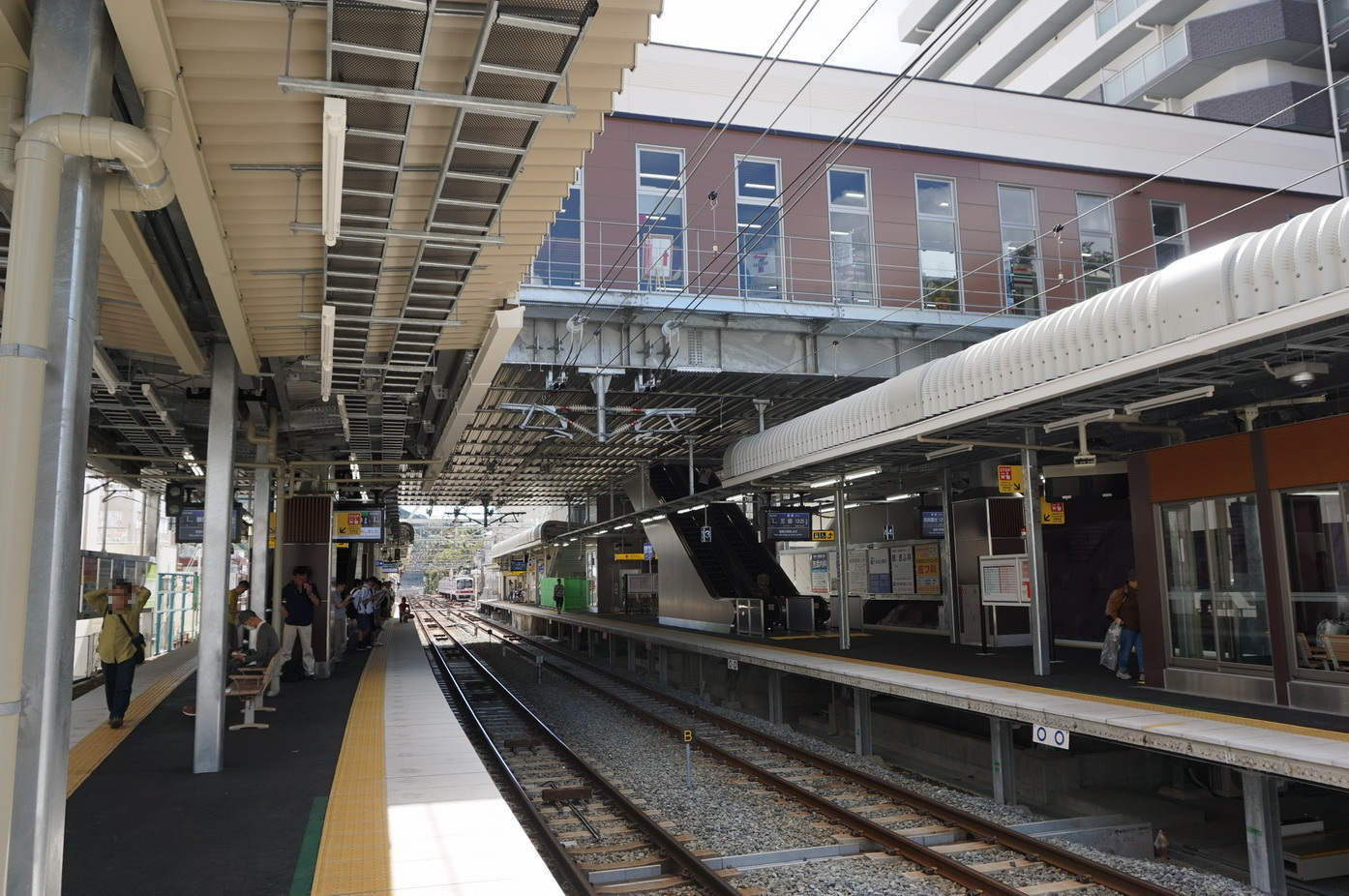
ホーム

## 特徴
- 当駅より有馬線、粟生線が分岐し、車庫や運転指令所も隣接しているため列車運用上の中心駅でもある[1]。また、この駅で乗務員交代を行うことも多い。
- ラッシュ時および前後には、社員の駅員に加えアルバイトのホームスタッフも放送や安全確認を行う。朝ラッシュ時においては、特に混み合う2・3両目に3人以上の係員が付き安全確認をする事が多い。
- 一部列車は回送としてこの駅で折り返し、鈴蘭台車両基地で車両点検が行われる。逆に、鈴蘭台車両基地から列車が運用される時には1番線に入線し、新開地行となる。
- 新開地方面の始発列車は4時50分当駅始発新開地行で、これは神戸電鉄全駅で一番早い。（次に早い始発時刻はウッディタウン中央駅の4時52分発。）

## 停車列車
全ての列車が停車する。準急はこの駅から北側は各駅に停車する。
準急については当駅以北（以西）の区間の終着駅まで各駅停車となるため、乗務員交代の際に通過標識灯の点灯・消灯の切り替えが行われている。
新開地方面は日中は毎時準急2本と普通が4本ずつ、朝ラッシュ時は全ての種別を合わせて毎時最大17本運行される（2022年ダイヤ改正時点）。
三田方面、粟生方面はそれぞれ日中は毎時4本運行される（2022年ダイヤ改正時点）。

## 利用状況
近年の1日平均乗車人員は下表のとおりである。
| 年度               | 1日平均 乗車人員 |
| ------------------ | ---------------- |
| 2005年（平成17年） | 11,301           |
| 2006年（平成18年） | 11,145           |
| 2007年（平成19年） | 11,164           |
| 2008年（平成20年） | 10,872           |
| 2009年（平成21年） | 10,499           |
| 2010年（平成22年） | 10,356           |
| 2011年（平成23年） | 10,175           |
| 2012年（平成24年） | 10,120           |
| 2013年（平成25年） | 10,433           |
| 2014年（平成26年） | 10,055           |
| 2015年（平成27年） | 10,189           |
| 2016年（平成28年） | 9,907            |
| 2017年（平成29年） | 9,699            |
| 2018年（平成30年） | 9,644            |
| 2019年（令和元年） | 9,495            |
| 2020年（令和02年） | 7,690            |
| 2021年（令和03年） | 8,121            |
| 2022年（令和04年） | 8,342            |

## 駅周辺
商店や事務所、住宅が密集している。
- ベルスト鈴蘭台
  - 神戸市北区役所[4][10]

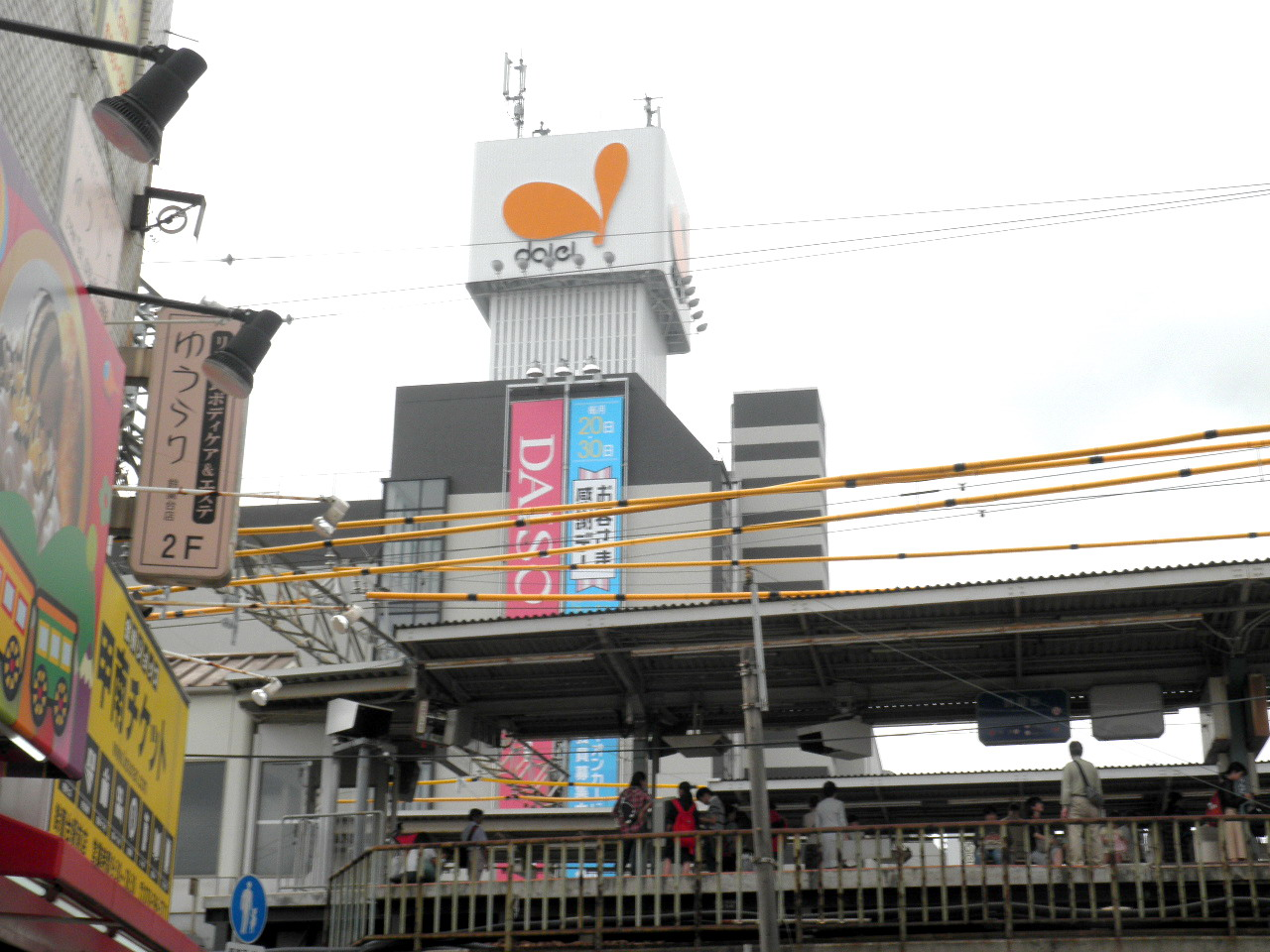
ダイエー鈴蘭台店（駅東側から撮影）

  - 三井住友銀行鈴蘭台支店・北鈴蘭台支店    - ※2021年3月22日より、北鈴蘭台支店が移転し共同店舗となる。

  - みなと銀行鈴蘭台支店
  - 日新信用金庫鈴蘭台支店
  - イオンフードスタイル ベルスト鈴蘭台店
  - 松屋鈴蘭台店
  - 神鉄タクシー乗場
- 北区民センター[10]
  - 神戸市立北図書館
- すずらんホール[10]
- 神戸鈴蘭台郵便局
- 兵庫県立神戸鈴蘭台高等学校[10]
- 神戸親和女子大学[10]
- ダイエー鈴蘭台店
- コープこうべ鈴蘭台東店
- 鈴蘭台北神鉄ビル（鈴蘭台プラザ）[10]

## バス路線
| 停留所名   | 運行事業者 | 路線名・系統・行先                                                                                           |
| ---------- | ---------- | --- |
| 鈴蘭台駅   | 阪急バス   | - 016系統：筑紫が丘5丁目 - 030系統：谷上駅 - 061系統：神戸駅南口                                             |
| 鈴蘭台駅前 | 神鉄バス   | - 中央病院線：中央病院前 / 西鈴蘭台駅前 - 君影団地線：君影6丁目、鈴蘭台駅前、西鈴蘭台駅前 - 中里町線：中里町 |

## 隣の駅
神戸電鉄
■有馬線
■特快速・■急行
湊川駅 (KB02) - 鈴蘭台駅 (KB06) - 北鈴蘭台駅 (KB07)
■準急（当駅から北鈴蘭台方は各駅停車）
長田駅 (KB03) - 鈴蘭台駅 (KB06) - 北鈴蘭台駅 (KB07)
■普通
鵯越駅 (KB05) - 鈴蘭台駅 (KB06) - 北鈴蘭台駅 (KB07)
- 隣の鵯越駅までは神戸電鉄の中では駅間距離が一番長い。
- 2018年3月23日までは鵯越駅 – 当駅間に菊水山駅があった（2005年以降休止状態だった）[14]。

■粟生線
■準急（当駅から鈴蘭台西口方は各駅停車）
長田駅 (KB03)（有馬線） - 鈴蘭台駅 (KB06) - 鈴蘭台西口駅 (KB41)
■普通
鵯越駅 (KB05)（有馬線） - 鈴蘭台駅 (KB06) - 鈴蘭台西口駅 (KB41)